# Cabo de Tres Puntas (Guatemala)
El cabo de Tres Puntas es un cabo situado en la costa del golfo de Honduras, al nordeste de Guatemala, en el departamento de Izabal. Consiste en un estrecho brazo de tierra de treinta kilómetros de longitud y cinco kilómetros de ancho como promedio que apunta hacia el noroeste, y forma un límite natural entre la bahía de Amatique, al oeste, y la bahía de Omoa al este, separando así a Guatemala y Honduras.
Su configuración impide la entrada directa de barcos desde el golfo de Honduras, con lo cual quedan obligados a bordearlo.